# Кобальтові копальні Нової Каледонії
Кобальтові копальні Нової Каледонії – колишні гірничодобувні майданчики у Меланезії на острові Нова Каледонія (заморське володіння Франції).
Видобуток кобальту на Нової Каледонії почався практично одночасно з розробками на нікель – у 1876 році. Втім, якщо зараз значні обсяги кобальту отримують як супутній продукт разом з нікелевою рудою, то на першому етапі розвитку гірничодобувної промисловості острова вели роботу з власне кобальтовими родовищами. Мова йшла про дрібні рудні тіла, що розроблялись як за допомогою кар’єрів, так і шляхом спорудження штолень. У випадку підземної розробки вузькі штольні слідували за ходом жили та були доволі небезпечними. Отримана руда проходила промивку та збагачувалась вручну, що давало можливість отримати продукт з вмістом кобальту біля 5%.
Зазначена вище система розробки призводила до існування численних дрібних копалень, так, станом на 1901 рік їх існувало аж 35, причому 5 копалень гірського масиву Tiebaghi забезпечили видобуток 1065 тонн руди, або 42% від загального показника 2552 тонни (ще 498 тонн видали 4 копальні масиву Поум, 215 тонн надійшло з 5 копалень на плато Tiea і 189 тонн отримали з 2 копалень на островах Янде та Потт, що лежать біля північного завершення Нової Каледонії).
Починаючи з 1883 кобальтові руди регулярно з’являлись у експортній статистиці Нової Каледонії в обсягах 2 – 3 тисячі тонн на рік, так що станом на 1904 рік загальний накопичений обсяг експорту оцінювався біля 60 тисяч тонн з вмістом оксиду кобальту від 4% до 5% плюс кілька сотень тонн штейну з вмістом від 10% до 20%. 
В першій половині 1900-х на чутках про значне розширення використання кобальту у виробництві спеціальних сталей його ціна стрімко зросла, що знайшло своє відображення в обсягах видобутку – в 1902-му Нова Каледонія видала 7,5 тисяч тонн, а в 1904-му досягнула показника у 9 тисяч тонн кобальтової руди. Втім, доволі швидко тенденція змінилась і станом на кінець 1900-х видобували 3 – 4 тисячі тонн на рік, а ціна впала у 3,5 рази в порівнянні з піковою. При цьому Нова Каледонія все ще залишалась лідером у видобутку кобальту та забезпечувала біля 80% світового виробництва, проте відчувала зростаючу конкуренцію зі сторони канадських виробників.
Кобальтові копальні діяли на Новій Каледонії до 1927 року, а накопичений експорт за весь період з початку розробки оцінюється біля 100 тисяч тонн руди.